# Торгово-складской корпус Н. Е. Макаровского
Торгово-складской корпус Н. Е. Макаровского — памятник градостроительства и архитектуры в историческом центре Нижнего Новгорода.

## История
Здания корпуса построены в 1857 году по проекту нижегородского архитектора Николая Адамовича Фрелиха на месте сгоревшего трёхэтажного дома. Первым владельцем зданий был Н. Е. Макаровский. В 1875 году дом перешёл в собственность нижегородскому купцу Ивану Андреевичу Иконникову. В начале XX века он вместе с другими известными купцами входил в совет Нижегородского купеческого банка.
В 1918 году дом был национализирован.
В 2015 году зампред ЗСНО Олег Сорокин хотел открыть в зданиях корпуса частный музей, однако открытие так и не состоялось.

## Архитектура
Корпус построен в кирпичном стиле, рациональном направлении эклектики XIX века. Здания повторяет конфигурацию склонов Ильинской горы, из-за этого имеет разную этажность (два и три этажа), разные уровни и несколько фасадов, выходящих на разные улицы: Рождественскую, Ильинскую и Зеленский съезд. Фасады зданий неоштукатурены, но окрашены в светлые тона. Белый цвет акцентирует внимание на деталях фасада: карнизах, пилястрах и наличниках. Цоколь облицован базальтовыми плитами.
Фасады дома с литерой «А» выходят на улицу Ильинскую и Зеленский съезд. Уровень первого этажа здесь выше, чем у дома «Б», присутствует третий (антресольный) этаж. Угловая часть карниза украшена аттиком. Над окнами второго этажа — дугообразные карнизы. В угловой части дома есть проезд в виде арки, оформленный замковым камнем. Торцевой фасад выполнен в виде глухой стены.
Фасады дома с литерой «Б» выходят на Зеленский съезд и ул. Рождественскую. Главный выход с крыльцом находится в угловой части здания, которую украшает кованый аттик. Окна расположены парами, украшены замковым камнем и зубчиками на втором этаже. На первом этаже ставни металлические. Этот ритм нарушается окнами средней части фасада, которые расположены поодиночке.